# Webera heribaudii
Webera heribaudii là một loài Rêu trong họ Bryaceae. Loài này được (Renauld & Cardot) Cardot miêu tả khoa học đầu tiên năm 1915.